# Yoshi’s Island: Super Mario Advance 3
Yoshi’s Island: Super Mario Advance 3 – remake gry Super Mario World 2: Yoshi’s Island wydany na konsolę Game Boy Advance.

## Fabuła
Bocian próbuje dostarczyć Baby Mario i Baby Luigiego do rodziców, lecz Kamek porywa dzieci. Jak się później okazuje, porwał tylko Baby Luigiego, podczas gdy Baby Mario spada na głowę zielonego Yoshi. Baby Mario pokazuje Yoshiemu, gdzie ma iść, ale niestety podróż nie jest łatwa, ponieważ Kamek wysłał na Yoshiego swoją armię.